# Antonio Moltó y Such
Antonio Moltó y Such (Altea, 1841-Granada, 1901) fue un pintor y escultor español del siglo XIX.

## Biografía
Habría nacido en 1841. Natural de la localidad alicantina de Altea, fue discípulo de la Academia de San Carlos de Valencia y de la Escuela especial de Pintura.
Presentó Un retrato al óleo en la Exposición Nacional de 1866 y Un busto en yeso. En la de 1871, otro Busto y El pueblo libre, trabajo este último por el que alcanzó una medalla de tercera clase. En la de 1876 presentó Hernán Cortés colocando la cruz sobre el ara mejicana y apartando al indio que se indigna viendo derribados sus ídolos. En 1878 presentó: El estudio, fuente del saber y de la verdad, estatua en yeso; D. Alfonso de Ercilla y Un busto, retrato de la señora M. N. Por la primera estatua fue premiado con otra medalla de tercera clase. En la de 1881 expuso Fray Bartolomé de las Casas, que alcanzó la medalla de segunda clase y fue adquirido por el Gobierno. Fueron también suyos El adiós, estatua de un trovador que figuró en la Exposición de París de 1876; Estatua yacente del general Narváez, para su sepulcro en Loja; modelo de una Estatua del Rey Don Jaime, grupo de Malasaña y su hija herida el 2 de Mayo en la defensa del Parque y Busto del general Espartero.
En 1882 obtuvo la pensión de la Academia de Bellas Artes de Roma. Moltó, que fue catedrático de la Escuela de Artes e Industrias, falleció en junio de 1901 en Granada.